# پژوهش‌های منطقی
پژوهش‌های منطقی (به آلمانی: Logische Untersuchungen) یکی از مهم‌ترین کتاب‌های هوسرل است. پژوهش‌های منطقی از نظر هوسرل، نظریهٔ شناخت (به آلمانی: Theorie der Erkenntnis) یا معرفت‌شناسی است. پرسش از ذات منطق، به صورت بنیادی مطابق با پرسش مهم شناخت‌شناسی، یعنی معنای ابژکتیویته است. این نظریه برای هوسرل همان منطق محض است، که از آن‌جا که باید به بررسی صورت شناخت (به آلمانی: Erkenntnisform) به خودی خود بپردازد، می‌توان آن را «نظریهٔ نظریه‌ها» دانست.
منطق محض از این نظر، در مقابل علوم دیگری قرار می‌گیرد که از نظر هوسرل تکنولوژی یا آموزهٔ هنر (به آلمانی: Kunstlehre) هستند، چراکه هر علمی تنها به حوزهٔ ابژکتیو خود علاقه دارد و به بررسی آن حوزه می‌پردازد. علم از این دیدگاه، تنها به بررسی «محصولات آگاهانهٔ خود» می‌پردازد و درگیر فهمی تک‌ساحتی است. حتی ریاضیات نیز در شکل خام و در جهت طبیعی-عینی خود، هیچ وجه مشترکی با شناخت‌شناسی و نظریه‌پردازی ندارد و همچون علوم دیگر تکنولوژی اندیشه است: «ریاضی‌دان در حقیقت یک تئوری‌پرداز نیست، او یک تکنیسین نابغه است». نظریه‌پرداز واقعی کسی است که به علمِ کلیِ علم بپردازد. منطق یک دیسیپلین نظری- صوری، اثبات‌کننده (به انگلیسی: demonstrative) و مستقل از روانشناسی است، در غیر این‌صورت یک تکنولوژی مبنتی بر روانشناسی است. از نظر هوسرل، روشن‌سازی پدیدارشناسانه و ساختارهای بنیادین آن در هم‌پیوندی میان آگاهی و ابژه می‌تواند ریاضیات خام را به صورت منطق محض درآورد. بدین ترتیب، پرسش از منطق، همچون شناخت‌شناسی، به پرسش از «معنا و ابژهٔ شناخت» (به آلمانی: Sinn und Gegenstand der Erkenntnis) بازمی‌گردد. از این نظر، منطق علمی در کنار علوم دیگر نیست، بلکه در واقع باید به مطالعهٔ پیشینی و صوری تمام علوم به خودی خود بپردازد. یک علم تا آن‌جا علم است که صورت منطقی به خود گیرد. منطق اساساً یک تکنیک نیست که مبتنی بر زندگانی و جریان سیال ذهنی باشد، بلکه شامل منطق محض، به عنوان یک دانش نظری از صورت‌های منطقی ایده‌آلی است که خود جزئی از زندگانی آگاهی نیستند. دانش بنیادینی که هوسرل در جستجوی آن بود، پیرو اصطلاح‌شناسی ارسطو و دکارت، همانا فلسفهٔ نخستین (به آلمانی: erste Philosophie) است؛ یعنی علمی که به «موجود چونان موجود» می‌پردازد. از نظر هوسرل «فلسفهٔ نخستین»، همچون یک دانش (به یونانی: ἐπιστήμη)، در معنای ارسطویی آن که به موجود به معنای عام نظر دارد (به یونانی: θεωρεῖ)، «علم سرآغازهای بنیادین» است، که در جستجوی روشن ساختن این موضوع است که چگونه سوبژکتیویته به شناختِ ابژکتیو از جهان، و نیز از خود به عنوان سوژهٔ استعلایی (فرارونده) دست می‌یابد. فلسفهٔ نخستین «فلسفه‌ای از سرآغازها است که خود را در ریشه‌ای‌ترین خودآگاهی فلسفی بنیاد می‌نهد» تا به «نظریهٔ کلی علم» دست یابد.

## درآمدی بر پژوهش‌های منطقی
کتاب درآمدی بر پژوهش‌های منطقی، اثر ادموند هوسرل، و ویرایش اویگن فینک در سال ۱۹۱۳ نوشته شده، اما در سال ۱۹۳۹ به چاپ رسید. در میان آثار دیگر هوسرل، این کتاب از اهمیت خاصی برخوردار است چراکه، همان‌طور که فینک در یادداشت ویرایشی خود می‌گوید، این کتاب «یک شاهد تاریخی از خود تفسیری خاص از پدیدارشناسی هوسرل» است. این کتاب، از سویی خواننده را از رهیافت‌های گمراه‌کننده‌ای که مانع از فهم پدیدارشناسی می‌شوند برحذر می‌دارد، و از سوی دیگر، موضوعات مهم پژوهش‌های منطقی را برجسته می‌سازد. معنای «درآمد» در عنوان این کتاب را نباید به سادگی تفسیر نمود و چنین پنداشت که قصد هوسرل از این کتاب آسان‌فهم نمودن، یا حتی خلاصه کردن پژوهش‌های منطقی است.
هوسرل در درآمدی بر پژوهش‌های منطقی می‌کوشد تا به سوءبرداشت‌هایی بپردازد که کتاب پژوهش‌های منطقی آن‌ها را ایجاد کرده‌است. هرچند، قصد او در نگارش کتاب درآمدی بر پژوهش‌ها، روشن ساختن سوءبرداشت‌ها یا تصحیح آن‌ها نیست، بلکه هدف او پیش‌آگاهی دادن خواننده از تفسیرهای گمراه‌کننده‌ای است که مانع از فهم پژوهش‌های منطقی، و به‌طور کلی، پدیدارشناسی می‌شوند. در فهم معنای این اثر، توجه به زمان نگارش و انتشار آن بسیار مهم است. فینک گسترش پدیدارشناسی هوسرل را در سه مرحله می‌داند که به دوره‌های زمانی مربوط می‌شوند که هوسرل در شهرهای هاله، گوتینگن و فرایبورگ به سر می‌برد.
کتاب درآمدی بر پژوهش‌های منطقی، در مرحلهٔ دوم و در فاصلهٔ نگارش کتاب‌های پژوهش‌های منطقی و منطق صوری و استعلایی (به آلمانی: Formale und transzendentale Logik) نوشته شده‌است. از این‌رو، زمان نگارش این کتاب به مرحله‌ای از زندگی فلسفی هوسرل بازمی‌گردد که در حال گذار از دیدگاه طبیعت‌گرایانه به سوی دیدگاه استعلایی بوده. در این گذار، فلسفه می‌بایست از نظریهٔ شناخت فراتر می‌رفت، و در چهاچوب پدیدارشناسی استعلایی و توسط «من استعلایی» به تحلیل ذات می‌پرداخت. اما پدیدارشناسی در کتاب درآمدی بر پژوهش‌ها، طبق نظر فینک، همچنان «نظریهٔ شناخت» است، و از این‌رو همان هدف پژوهش‌های منطقی، یعنی برپایی «منطق محض» چونان شناخت‌شناسی، را دنبال می‌کند؛ با این تفاوت که این اثر همانند کتاب دیگر او فلسفه چونان علم دقیق، و برخلاف ویرایش نخست پژوهش‌های منطقی، طبیعت‌گرایی را رهیافت گمراه‌کننده‌ای به پرسش‌های فلسفی می‌داند، و مانند منطق صوری و استعلایی، در چرخش استعلایی خود به سوی پدیدارها جهت می‌گیرد.
هوسرل در «پیش‌گفتار» دیدگاه‌های زیر را به عنوان زمینه‌ای برای تفسیرهای گمراه‌کننده از پژوهش‌های منطقی بررسی می‌کند:
1. تنها دو موضع نظری وجود دارد که دانش ما در سپهر منطقی - ریاضی را تشکیل می‌دهد: روانشناسی‌گرایی و ایده‌آلیسم فرارونده (= استعلایی).
2. هرگونه موضع فلسفی که به نظر شامل «افلاطون‌گرایی» یا «واقع‌گرایی مدرسی» باشد، آشکارا نادرست است.
3. کران قلمرو منطقی آشکارا و سرانجام در منطق سنتی مرزبندی شده‌است.
4. پدیدارشناسی «تحلیل معنا» است.
5. منطق‌گرایی تهدید بنیادی برای روانشناسی است.

می‌توان موضوع دیگری را نیز در این فهرست گنجاند (هرچند، از نظر هوسرل موضوع اخیر به صورت بنیادی در فهرست بالا در هم بافته شده‌است): یک اثر را می‌توان از طریق ردیابی تبار تاریخی اندیشه‌های آن فهمید.
ترجمه فارسی این کتاب شامل بخش‌های زیر است:
پیش‌گفتار
مقدمه‌های مترجم
۱. مقدمهٔ تاریخی
۲. مقدمهٔ موضوعی
۳. یادداشت مترجم
چکیده‌های نویسنده ۰۱/۱۹۰۰
چکیدهٔ نویسنده بر جلد یک در Vierteljahrsschrift wissenschaftlische Philosophie Vol. ۲۴ (۱۹۰۰), pp. ۵۱۱–۱۲
چکیدهٔ نویسنده بر جلد دو در Vierteljahrsschrift wissenschaftlische Philosophie und Soziologie Vol. ۲۵ (۱۹۰۱), pp. ۲۶۰–۶۳
پیش‌نویسی از یک «پیش‌گفتار» بر پژوهش‌های منطقی ۱۹۱۳
۱. یادداشت‌های ویرایشی اویگن فینک
۲. متن هوسرل
بخش ۱. ضرورت پیش‌گفتاری آمادگر بر معنای اثر. - پژوهش‌های منطقی و جامعهٔ فلسفی
بخش ۲. معنای «پیش‌گفتارها»: جدایی موضوعات منطقی و روانشناختی در وحدت یک مسئلهٔ منفرد؛ (بحث‌های انتقادی ناتورپ).
بخش ۳. ضرورت یک روش شهودی از فلسفه در بازگشت به تجربهٔ شهودی (به آلمانی: Anschauung)
بخش ۴. رد اتهام «افلاطون‌گرایی»؛ ایده‌ها به عنوان ابژه‌ها
بخش ۵. مفهوم منطق محض به عنوان ریاضیات کلی (وحدت آموزهٔ «تحلیلی» از صورت‌ها برای آنچه که می‌تواند از:سویی یک ابژه، و از سوی دیگر، با مقولات معنا باشد). پوزیتیویتهٔ منطق و مسئلهٔ فلسفی از روشن‌سازی پدیدارشناسانهٔ آن. - علم پوزیتیو به طور کلی و پدیدارشناسی.
بخش۶. پژوهش‌های منطقی همچون یک پیشرفت مهم. - تاریخ پیشینِ دشواری آن: آغاز با پرسش‌هایی دربارهٔ خاستگاه روان‌شناسانه از مفاهیم بنیادین ریاضی؛ مطالعهٔ لوتسه و بولتسانو. - جهت‌گیری موضوعی ریاضی‌دان؛ توجیه خام‌اندیش آن و مسئلهٔ چرخش پدیدارشناسانه.
بخش ۷. بحث انتقادی از ماینونگ. - مرزبندی در منطقهٔ امر پیشینی: تفاوت میان ۱) امر پیشینی صوری و مادی، و ۲) امر پیشینی «پدیدارشناسانه» و «هستی‌شناسانه».
بخش ۸. جداسازی انتقادی از لوتسه
بخش ۹. جداسازی انتقادی از بولتسانو
بخش ۱۰. رد شعار «پدیدارشناسی به عنوان تحلیل معنای واژگان»
بخش ۱۱. سوءفهمی از منظور نویسنده در پژوهش‌های منطقی. شرح گمراه‌کننده‌ای از پدیدارشناسی همچون روانشناسی توصیفی
بخش ۱۲. اتهام «منطق‌گرایی»؛ بحث انتقادی در مورد ویلهلم وونت